# Xanthidium pensylvanicum
Xanthidium pensylvanicum là một loài Song tinh tảo trong họ Desmidiaceae, thuộc chi Xanthidium.